# Sahti

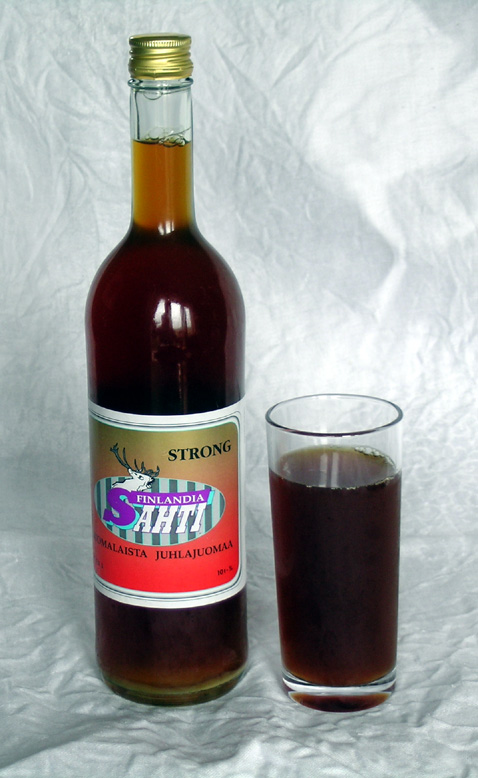
Sahti finlandês

Sahti é uma bebida tradicional da Finlândia feita com uma variedade de grãos maltados ou não, incluindo cevada, centeio, trigo e aveia; algumas vezes o pão feito a partir do grão é fermentado ao invés do malte. É tradicionalmente aromatizado com bagas de zimbros. Sahti tem um distinto aroma de banana devido à produção de acetato de isoamila pela levedura.

## Sahti em outros países
Sahti finlandesa possui um Status de Proteção Geográfica na Europa. Nos Estados Unidos o estilo tem tido certo interesse por parte de cervejeiros caseiros e pequenas cervejarias como a Dogfish Head Brewery que lançou uma cerveja chamada Sah'tea, . 

## References
1. ↑  EU Profile-Sahti (accessed 07/06/2009)
2. ↑  Burkhard Bilger, "A Better Brew."